# Are You a Mason? (film fra 1915)
Are You a Mason? er en amerikansk komediestumfilm fra 1915 i sort-hivd, instrueret af Thomas N. Heffron.

## Medvirkende
- John Barrymore som Frank Perry
- Helen Freeman som Helen Perry
- Charles Dixon som Amos Bloodgood
- Harold Lockwood som Bob Trevors
- W. Dickinson som George Fisher
- Dodson Mitchell som Detektiv Ketchum
- Alfred Hickman som Billy
- Ida Waterman
- Charles Butler
- Jean Acker
- Lorraine Huling a
- Kitty Baldwin